# Bombus pascuorum
Bombus pascuorum là một loài ong trong họ Apidae. Loài này được Scopoli miêu tả khoa học đầu tiên năm 1763.